# 가와노에역
가와노에역(일본어: 川之江駅 카와노에에키[*])은 일본 에히메현 시코쿠추오시에 있는 역이다. 시코쿠 여객철도가 운영하는 요산선에 속한 역이며 역 번호는 Y22이며, 섬식 승강장 1면 2선의 구조이다.

## 타는 곳
| 1 | ■ 요산 선 | (상행) | 간온지 · 다카세 · 다쿠마 · 다도쓰 · 다카마쓰 · 오카야마 방면 |
| 2 | ■ 요산 선 | (하행) | 이요사이조 · 마쓰야마 · 우와지마 방면                        |

## 역 주변
- 가와노에 항
- 가와노에성

## 인접 정차역
| 시코쿠 여객철도 요산선      | 시코쿠 여객철도 요산선 | 시코쿠 여객철도 요산선        |
| --------------------------- | ---------------------- | ----------------------------- |
| Y 21 미노우라 다카마쓰 방면 | 요산 선                | 이요미시마 Y 23 마쓰야마 방면 |